# 聪加语

聰加語，又译宗加语，是由非洲南部的聪加人所讲的一种语言，属于班图语支。聪加语已有标准化形式，可供学术及日常生活所用。如同其他语言一样，聪加语也存在多种方言。

## 歷史
在1890年至1920年期間，瑞士傳教士亨利-亞歷山大·朱諾對聰加語進行非常詳細的研究，他得出的結論是：在十五世紀之前，聰加語（當時他稱之為“通加語”）就已經開始於莫桑比克發展。朱諾以他自己的話來說明，如下：
我的結論是，500多年前，該國的原始居民已經使用通加語，而且在過去的幾個世紀裡，其於一定程度的習俗中形成將通加族聯繫在一起的偉大紐帶。
朱諾與包括亨利·貝爾通烏德及歐內斯特·克魯克斯等的其他瑞士傳教士進行進一步的研究，他們開始統一其語言，以便有一種標準的寫作及閱讀方式。“瓜姆巴語”是傳教士用來將其語言身份統一的術語，但許多聰加人並不熟悉這個名字，因此需要用“通加語”或“聰加語”來代替。哈里斯參考了這個：
由於在斯佩諾肯以外，瓜姆巴一詞不為人知，亨利·貝爾通烏德建議放棄該術語，並用廣泛接受的聰加語或通加語一詞來取而代之。
瑞士傳教士與聰加人交流，並得到他們的幫助，將《聖經》從英語和塞索托語翻譯成聰加語。在1883年，保羅·貝爾通烏德出版第一本書，這本書得到Mpapele（Mbizana）或Mandlati（Zambiki）幫助翻譯。這兩人積極地教導傳教士將語言翻譯，因為沒有一個傳教士熟悉此語言，而且這需要花費大量的時間來學習。最終，第一本屬於聰加人及其語言的書出版。後來，該語言在《南非憲法》中被標示為“聰加語”（Xitsonga，《1996年第108號法案》），並成為其十一種官方語言之一。因此，聰加語的標準化使聰加人有可能形成一種通用的口語以及寫作方式。
聰加語著名姓氏
1. Mabunda 
2. Maluleke
3. Mathevula
4. Ngoveni
5. Baloyi
6. Chauke

## 官方地位
聪加语在南非和津巴布韦具有官方语言地位，而在莫桑比克是受承认的语言，至於在斯威士兰则未具有官方地位。